# Iisakki Järvenpää
Iisakki Järvenpää, född 7 januari 1859 i Kauhava, död där 6 mars 1929, var en finländsk knivmakare och fabrikör.
Iisakki Järvenpää, som var son till en smed, arbetade först som snickare och målare, innan han vid 20 års ålder beslutade sig för att bli knivsmed. Sedan han tillverkat knivar för det ryska hovet – först en kniv för den blivande tsaren Nikolaj II – kom hans berömmelse som knivsmed att spridas. År 1898 blev han chef för Kauhava knivfabrik. År 1903 grundade han en egen knivfabrik, som 1921 ombildades till aktiebolaget Iisakki Järvenpää Oy, där han var verkställande direktör till sin död. Därefter övertog sonen Jussi Järvenpää ledningen av företaget.

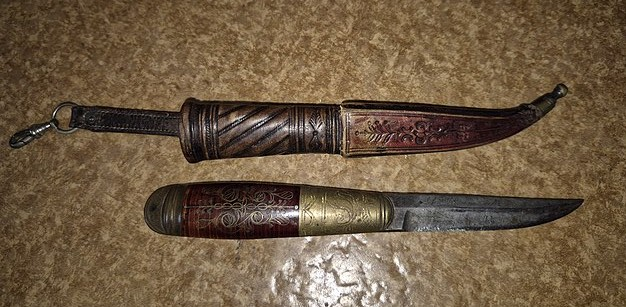
Kniv av Iisakki Järvenpää, daterad 1891.